# Oravské Veselé
Oravské Veselé es un municipio del distrito de Námestovo en la región de Žilina, Eslovaquia, con una población estimada a final del año 2024 de 3081 habitantes.
Se encuentra ubicado al norte de la región, cerca del curso alto del río Váh (cuenca hidrográfica del Danubio), de los montes Tatras y de la frontera con Polonia.

## Demografía
| Año        | 1994 | 2004     | 2014    | 2024    |
| ---------- | ---- | -------- | ------- | ------- |
| Población  | 2424 | 2738     | 2892    | 3081    |
| Diferencia |      | +12,95 % | +5,62 % | +6,53 % |

| Año        | 2023 | 2024    |
| ---------- | ---- | ------- |
| Población  | 3064 | 3081    |
| Diferencia |      | +0,55 % |